# آلفين بينيت
آلفين بينيت (بالإسبانية: Alvin Bennett)‏ (12 نوفمبر 1994 ليمون كوستاريكا - ) هو لاعب كرة قدم كوستاريكي. لعب 123 مباراة.

## مسيرته

### مسيرته مع الأندية
- 2012 - 2016 لعب مع Limón F.C. [الإنجليزية]‏ 114 مباراة.
- 2016 - 2016 لعب مع جوريا لانتشخوتي [الإنجليزية]‏ 9 مباريات.

## روابط خارجية
- آلفين بينيت على موقع قاعدة بيانات كرة القدم.إي يو (الإنجليزية)
- آلفين بينيت على موقع Soccerway.com (الإنجليزية)